# Bercial de Zapardiel
Bercial de Zapardiel – gmina w Hiszpanii, w prowincji Ávila, w Kastylii i León, o powierzchni 17,31 km². W 2011 roku gmina liczyła 245 mieszkańców.